# Гравийный
Гравийный — посёлок в Катайском районе Курганской области. Входит в состав Никитинского сельсовета.

## География
Расположен примерно в 7 км к северо-западу от села Никитинское, в 18 километрах (20 км  по автодороге) к западу от районного центра города Катайска, в 214 километрах (238 км  по автодороге)  к северо-западу от областного центра города Кургана.

### Часовой пояс
Гравийный, как и вся Курганская область, находится в часовой зоне МСК+2. Смещение применяемого времени относительно UTC составляет +5:00.

## История
Решением Курганского облисполкома № 434 от 9 декабря 1963 года п. Водолазово песчано-гравийного карьера переименован в п. Гравийный.

## Общественно-деловая зона
Кафе «Светлана».

## Население
| 1989 | 2002 | 2004 | 2010 |
| ---- | ---- | ---- | ---- |
| 7    | ↘2   | ↘1   | ↘0   |